# David Markus
David Markus (* 16. November 1972) ist ein Brigadegeneral des Heeres der Bundeswehr und seit Juni 2024 Brigadekommandeur der Panzergrenadierbrigade 37 in Frankenberg/Sachsen.

## Leben

### Ausbildung und erste Verwendungen
Markus trat 1993 in die Bundeswehr ein, absolvierte die Allgemeine Grundausbildung und war Militärkraftfahrer sowie Stabsdienstsoldat im damaligen Panzerbataillon 214 in der Generalfeldmarschall-Rommel-Kaserne in Augustdorf. 1994 durchlief er in jenem Bataillon die Spezialgrundausbildung der Panzertruppe sowie den Unteroffizierlehrgang Teil I und II im Panzerbataillon 203, damals in Hemer. Von 1994 bis 1995 diente er anschließend als Panzerunteroffizier und Panzerkommandant im Panzerbataillon 214,  absolvierte von 1995 bis 1996 den Zugführerlehrgang an der Panzertruppenschule in Munster und wurde danach von 1996 bis 1999 stellvertretender Zugführer und Zugführer im Panzerbataillon 74 in Cuxhaven eingesetzt. Ab 1999 war er Abteilungsleiter der Stabsabteilung 6 (Führungsunterstützung) sowie stellvertretender Kompaniechef der 1. Kompanie (Stabs- und Versorgungskompanie) des Panzerbataillons 74 und wurde 2004 Kompaniechef der 4. Kompanie (Panzerkompanie) des Panzerlehrbataillons 93 in Munster. Von 2005 bis 2007 war er Hörsaalleiter für die Offizierausbildung an der Panzertruppenschule in Munster.

### Dienst als Stabsoffizier
Von 2007 bis 2009 absolvierte Markus den 4. Lehrgang Generalstabs-/Admiralstabsdienst National (LGAN) an der Führungsakademie der Bundeswehr in Hamburg, wo er zum Offizier im Generalstabsdienst ausgebildet wurde. Anschließend war er von 2009 bis 2011 Dezernent beim Deutschen Militärischer Vertreter im NATO-Militärausschuss sowie bei der Europäischen Union in Brüssel, bevor er von 2011 bis 2014 eine Verwendung als Personalführer für die Generalstabsoffiziere des Heeres im Bundesamt für das Personalmanagement der Bundeswehr in Köln durchlief. 2014 übernahm er die Führung über das Panzerlehrbataillon 93 in Munster als Bataillonskommandeur, bevor er 2016 Referent für Operationsplanung im Bundesministerium der Verteidigung in Berlin wurde. Nach einer kurzen Zeit 2017 als Referatsleiter für Truppenführung und Operation Landstreitkräfte im Kommando Heer in Strausberg bei Berlin wurde er im selben Jahr Büroleiter des Chefs des Stabes im Kommando Heer. Dabei diente er unter dem späteren Inspekteur des Heeres, Alfons Mais sowie dem späteren Kommandeur des Operativen Führungskommandos der Bundeswehr, Alexander Sollfrank. 2019 wechselte er ins I. Deutsch-Niederländische Corps nach Münster als Abteilungsleiter Personal und Dienstältester Deutscher Offizier und wurde 2020 Referatsleiter für Einsatzbereitschaft, Kräfteplanung und multinationale Beteiligungen im Bundesministerium der Verteidigung in Berlin. Von 2022 bis 2024 war er Unterabteilungsleiter III Z für Grundsatzangelegenheiten, Zentrale Aufgaben und Steuerung in der Personalführung der Offiziere im Bundesamt für das Personalmanagement der Bundeswehr in Köln.

### Dienst als General
Im Juni 2024 übernahm Markus die Führung über die Panzergrenadierbrigade 37 „Freistaat Sachsen“ in Frankenberg/Sachsen und wurde zum Brigadegeneral ernannt.

### Auslandseinsätze
Markus nahm an mehreren Auslandseinsätzen der Bundeswehr teil:
- 1997/1998: Zugführer Deutsches Kontingent SFOR in Bosnien und Herzegowina
- 1999: Stellvertretender Leiter des Nachforschungsteams bei SFOR in Bosnien und Herzegowina
- 2004/2005: Leiter Operationszentrale der Task Force Prizren bei KFOR im Kosovo
- 2014: Deputy Director Army Institutional Advisory Group, International Security Assistance Force (ISAF) in Afghanistan
- 2020: Kommandeur des Afghan National Army Advisory Teams und Senior Advisor des Kommandeurs des 209. Korps der Afghanischen Nationalarmee bei der Mission Resolute Support in Afghanistan

## Auszeichnungen
- Ehrenkreuz der Bundeswehr in Gold, Silber und Bronze
- Einsatzmedaille Fluthilfe
- Einsatzmedaillen der Bundeswehr und NATO-Medaillen für SFOR, KFOR, ISAF und Resolute Support

## Privates
Markus ist verheiratet und hat zwei Kinder.